# Grenmyrtjärnarna (Lycksele socken, Lappland, 718964-163498)
Grenmyrtjärnarna är en sjö i Lycksele kommun i Lappland och ingår i Umeälvens huvudavrinningsområde.